# Bathyergidae
Bathyergidae é uma família de roedores, popularmente conhecidos como ratos-toupeiras ou ratos-toupeiras africanos. Chegam a medir até 30 cm de comprimento, com o corpo praticamente desprovido de pelos, olhos e orelhas reduzidos e patas com garras fortes. Vivem em galerias cavadas no solo.

## Classificação
- Família Bathyergidae Waterhouse, 1841
  - Subfamília Bathyerginae Waterhouse, 1841
    - Gênero Bathyergus Illiger, 1811
      - Bathyergus janetta Thomas e Schwann, 1904
      - Bathyergus suillus (Schreber, 1782)

    - Gênero Cryptomys Gray, 1864
      - Cryptomys anomalus (Roberts, 1913)
      - Cryptomys holosericeus (Wagner, 1842)
      - Cryptomys hottentotus (Lesson, 1826)
      - Cryptomys natalensis Roberts, 1913
      - Cryptomys nimrodi (de Winton, 1896)

    - Gênero Fukomys Kock, Ingram, Frabotta, Honeycutt e Burda, 2006
      - Fukomys amatus (Wroughton, 1907)
      - Fukomys anselli (Burda, Zima, Scharff, Macholán e Kawalika, 1999)
      - Fukomys bocagei (de Winton, 1897)
      - Fukomys damarensis (Ogilby, 1838)
      - Fukomys darlingi (Roberts, 1895)
      - Fukomys foxi (Thomas, 1911)
      - Fukomys kafuensis (Burda, Zima, Scharff, Macholán e Kawalika, 1999)
      - Fukomys mechowi (Peters, 1881)
      - Fukomys micklemi (Chubb, 1909)
      - Fukomys ochraceocinereus (Heuglin, 1864)
      - Fukomys whytei (Thomas, 1897) 
      - Fukomys zechi (Matschie, 1900)

    - Gênero Georychus Illiger, 1811
      - Georychus capensis (Pallas, 1778)

    - Gênero Heliophobius Peters, 1846
      - Heliophobius argenteocinereus Peters, 1846

  - Subfamília Heterocephalinae Landry, 1957
    - Gênero Heterocephalus Rüppell, 1842
      - Heterocephalus glaber Rüppell, 1842